# Siestrzechowice
Siestrzechowice (daw. Izdebka, niem. Grunau) – wieś w Polsce położona w województwie opolskim, w powiecie nyskim, w gminie Nysa.
W latach 1945–1954 siedziba gminy Siestrzechowice, następnie gromady Siestrzechowice. W 1961 zmodyfikowano układ gromad, znosząc gromadę Siestrzechowice a tworząc gromadę Koperniki. Po reformie w 1973 r. Siestrzechowice włączono do gminy Kałków, którą zniesiono w 1975 r. przenosząc Siestrzechowice do gminy Nysa.

## Opis
Wieś leży nad Jeziorem Nyskim, nad jego południowym brzegiem. Ze względu na dobre zarybienie jeziora jest odwiedzana zwłaszcza przez wędkarzy. We wsi funkcjonują gospodarstwa agroturystyczne. Dojazd z Nysy umożliwiają autobusy komunikacji miejskiej, linia nr E1 w kierunku oddalonych od wsi o ok. 2 km Kopernik.

## Zabytki
Do wojewódzkiego rejestru zabytków wpisany jest:
- zespół pałacowy, z k. XVI w., XIX w.:
  - Pałac w Siestrzechowicach, wypisany z księgi rejestru
  - park.